# Lentilumnus latimanus
Lentilumnus latimanus is een krabbensoort uit de familie van de Pilumnidae. De wetenschappelijke naam van de soort is voor het eerst geldig gepubliceerd in 1934 door Gordon.